# Thơ mới
Thơ mới là cách gọi trào lưu sáng tác thơ phi cổ điển, chịu ảnh hưởng các phép tắc tu từ, thanh vần của thơ hiện đại phương Tây. Trở thành một hiện tượng trong khu vực các nước đồng văn châu Á, thơ mới ra đời, phát triển dựa trên yêu cầu cấp thiết hiện đại hóa thi ca truyền thống.

## Một vài đặc điểm chính
- Giải phóng triệt để khỏi các phép tắc tu từ, thanh vần chặt chẽ của các thể loại thơ truyền thống, thậm chí có sự xuất hiện và phát triển mạnh của thể loại thơ tự do, thơ không vần, thơ cấu trúc theo bậc thang,...
- Số lượng câu thường không bị giới hạn như các bài thơ truyền thống.
- Ngôn ngữ bình thường trong đời sống hàng ngày được nâng lên thành ngôn từ nghệ thuật trong thơ, không còn câu trúc bởi việc sử dụng điển cố văn học.
- Nội dung đa diện, phức tạp, không bị gò ép trong những đề tài phong hoa tuyết nguyệt kinh điển.
- Chịu ảnh hưởng của các trào lưu, khung hướng hiện đại trong thơ ca phương Tây như chủ nghĩa tượng trưng, chủ nghĩa lãng mạn, chủ nghĩa duy mỹ, chủ nghĩa ấn tượng, duy hiện đại,...

## Phong trào Thơ mới
Thơ mới tại các quốc gia thường bắt đầu bằng việc trên thi đàn xuất hiện những bài thơ có thể tài nghệ thuật, thanh vận, phức điệu,.... khác biệt với thơ truyền thống. Được sự ủng hộ của những cây bút trẻ, sự xuất hiện của các bài thơ phi cổ điển ngày càng nhiều và lý luận về thơ mới cũng phát triển trong sự đối đầu với các khuynh hướng sáng tác theo thể tài và loại thể thơ truyền thống. Khi sự thắng thế giữa thơ mới với thơ cũ đã hoàn tất, khi thơ mới đã được thừa nhận, tiến trình hiện đại hóa thi ca đã đến giai đoạn cuối với sự biến mất của khái niệm thơ mới trên thi đàn.
Từ cuối thế kỷ 19 và đầu thế kỷ 20, tại Nhật Bản, Trung Quốc, Hàn Quốc, Việt Nam, Đài Loan, Thái Lan, Malaysia,... thơ mới đã trở thành hiện tượng chung của khu vực. Nhật Bản có lẽ là quốc gia châu Á đi đầu trong phong trào thơ mới, với sự xuất hiện của thể loại shintaishi (tân thể thi) vào năm 1882, khi Toyama Seiichi (1848-1900), Yatabe Ryokichi (1851-1899) và Inoue Tetsujiro (1855-1944), ba giáo sư Đại học Tokyo, trong khi dịch thơ Tây phương, đã thử sáng tác một số bài thơ theo phong cách châu Âu đương thời và cho in thành tập mang tên Shintaishi-sho (tân thể thi sao), và đạt mốc lớn tiếp theo vào cuối thời Meiji với sự ra đời của thơ tự do, hay còn gọi là thơ sử dụng văn nói.